# Dây thần kinh cảm giác
Dây thần kinh cảm giác, còn được gọi là dây hướng tâm, là dây thần kinh mang thông tin cảm giác về với hệ thần kinh trung ương. Chúng trông giống như một bó dây cáp gồm các sợi thần kinh hướng tâm đến từ các thụ thể cảm giác trong hệ thần kinh ngoại vi. Dây thần kinh vận động lại là dây mang thông tin từ trung ương đến ngoại vi. Cả hai loại dây thần kinh đều được gọi là dây thần kinh ngoại vi.
Các sợi thần kinh hướng tâm liên kết các tế bào thần kinh cảm giác trên khắp cơ thể, với các đường dẫn tới các khu vực xử lý có liên quan thuộc hệ thần kinh trung ương.
Các sợi hướng tâm thường được ghép nối với các sợi ly tâm từ các tế bào thần kinh vận động (đi từ trung ương đến ngoại vi), tạo thành dây thần kinh hỗn hợp hay còn gọi là dây pha. Các kích thích gây ra các xung thần kinh trong các thụ thể và làm thay đổi điện thế, được gọi là sự dẫn truyền cảm giác.

## Tổn thương thần kinh
Tổn thương các dây thần kinh cảm giác gây ra một loạt các triệu chứng khác nhau do lượng lớn chức năng được thực hiện bởi các dây thần kinh. Chấn thương cảm xúc và các dạng tổn thương khác cho dây thần kinh cảm giác có thể dẫn đến các bệnh thần kinh ngoại vi, từ đó có thể dẫn đến những bệnh như bệnh gan mãn tính, bệnh thận, ung thư, thiếu vitamin B, v.v.
Khả năng cảm thấy đau hoặc thay đổi nhiệt độ có thể bị ảnh hưởng bởi tổn thương các sợi trong dây thần kinh cảm giác. Điều này có thể làm việc thông báo các chấn thương như vết cắt hoặc vết thương đang bị nhiễm trùng không thể thực hiện được. Cơ thể cũng không thể phát hiện các cơn đau tim hoặc các tình trạng nghiêm trọng khác. Việc không phát hiện đau và các cảm giác khác là một vấn đề đặc biệt lớn đối với những người mắc bệnh tiểu đường, góp phần vào tỷ lệ phải cắt cụt chân của nhóm người này. Nhìn chung, cảm giác và phát hiện kém có thể dẫn đến những thay đổi về tổn thương da, tóc, khớp và xương trong nhiều năm đối với nhiều người.